# Juan Moreno
Juan Esteban Moreno Córdoba, noto semplicemente come Juan Moreno (Apartadó, 9 luglio 1999), è un calciatore colombiano, portiere del Miramar Misiones.

## Carriera
Cresciuto nel settore giovanile dei Millonarios, debutta in prima squadra il 1º novembre 2020 occasione del match di Categoría Primera A pareggiato 3-0 contro l'Atlético Nacional.

## Statistiche
Statistiche aggiornate al 10 gennaio 2022.

### Presenze e reti nei club
| Stagione        | Squadra         | Campionato      | Campionato | Campionato | Coppe nazionali | Coppe nazionali | Coppe nazionali | Coppe continentali | Coppe continentali | Coppe continentali | Altre coppe | Altre coppe | Altre coppe | Totale | Totale | Totale |
| Stagione        | Squadra         | Comp            | Pres       | Reti       | Comp            | Pres            | Reti            | Comp               | Pres               | Reti               | Comp        | Pres        | Reti        | Pres   | Reti   |        |
| --------------- | --------------- | --------------- | ---------- | ---------- | --------------- | --------------- | --------------- | ------------------ | ------------------ | ------------------ | ----------- | ----------- | ----------- | ------ | ------ | ------ |
| 2020            | Millonarios     | A               | 10         | -6         | CC              | 1               | -2              | CS                 | 1                  | -1                 |             | -           | -           | 12     | -9     |        |
| 2021            | Millonarios     | A               | 18         | -19        | CC              | 2               | -2              |                    | -                  | -                  |             | -           | -           | 20     | -21    |        |
| Totale carriera | Totale carriera | Totale carriera | 28         | -25        |                 | 3               | -4              |                    | 1                  | -1                 |             | -           | -           | 32     | -30    |        |